# Révolte dans la principauté d'Achaïe en 1304
La révolte dans la principauté d'Achaïe en 1304 est un événement à caractère essentiellement local au sein des territoires de la principauté d'Achaïe dans le Péloponnèse, caractérisé par la révolte de la classe dirigeante de la région de Skortá, de l'actuelle Arcadie, ainsi que du Magne. 
Selon la version française de la Chronique de Morée, la cause de la révolte est l'imposition d'une taxe supplémentaire aux seigneurs locaux de la région de Skortá par les Francs, qui considèrent ces derniers comme particulièrement aisés. Au cours de la révolte, les rebelles parviennent à s'emparer du château de Sainte-Hélène, ainsi que du château de Crèvecoeur, situé sur le mont Mínthi.
En tant que meneurs de la révolte, sont mentionnés Ioánnis et Geórgios Mikronás, ainsi que les seigneurs locaux Gouliélmos Makrís et Nikólaos Zilliamáris, qui sont envoyés au nom des rebelles auprès du despote de Morée, afin d'obtenir un soutien militaire supplémentaire. Sont accusées en tant qu'instigateurs de la rébellion les familles Makrianós, Zillianítis et Papanikolópoulos, dont les biens sont confisqués sous l'accusation de trahison envers leur seigneur, le prince d'Achaïe.